# Поша
По́ша (рос. Поша) — річка в Чайковському районі Пермського краю та в Янаульському районі Башкортостану, Росія, права притока Пізі.
Річка починається за 3 км на південь від села Фоки. Протікає верхньою і середньою течіями то в південному, то в південно-східному напрямку до села Злодар. Потім повертає на південний захід, а після села Уральське повертає на південний схід. Впадає до Пізі на кордоні із Башкортостаном. Майже вся течія проходить через великі лісові масиви тайги, тому долина Поші майже не заселена. Приймає багато дрібних приток.
На річці розташоване лише село Уральське в середній її течії. Біля села Оралки, що знаходиться на одній з правих приток у верхній течії, створено став площею 0,1 км². В цьому селі та у верхній течії біля села Кам'яний Ключ (їх 2) збудовані автомобільні мости.